# Läsuttal

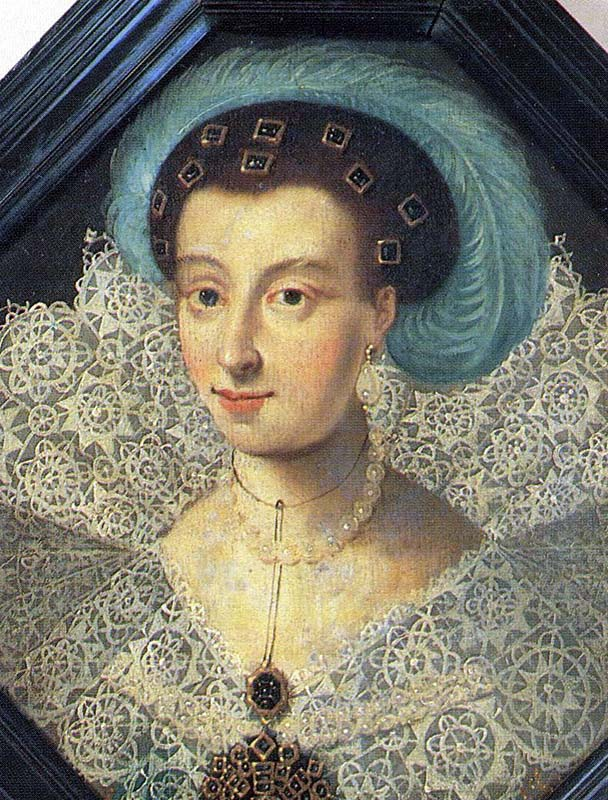
Uttalet dronning tillhörde tidigare det vanliga talspråket, och skrevs så i dialog av till exempel August Strindberg, men har senare blivit undanträngt till förmån för läsuttalet drottning.

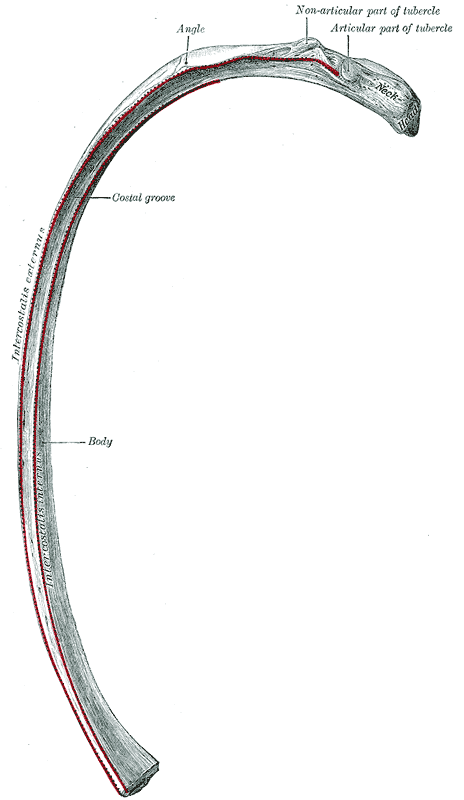
Även revben hade tidigare det assimilerade uttalet rebben, vilket i dag har trängts undan till förmån för läsuttalet revben.

Ett läsuttal är ett uttal som uppstår till följd av att man läser ord såsom de stavas, med ett uttal som upplevs stämma mer överens med ordets stavning. Läsuttal står således i kontrast med ett uttal som har uppstått på grund av ljudförändringar i talspråket. Sådana ljudförändringar kan till exempel vara konsonantbortfall, såsom jag > ja eller och > å, assimilationer såsom låtsas > låssas, högfärd > höckfärd, eller vokalförändringar såsom gator > gater eller kyrka > körka.
Eftersom skriftspråket är konservativt i sin natur och inte alltid avspeglar de ljudförändringar som har ägt rum i talspråket, kan läsuttal innebära att uttalet återställs till ett ännu äldre uttal. Ett k-ljud har till exempel funnits i ordet och i fornsvenskan, men försvagades till -gh, och föll sedan bort redan under yngre fornsvensk tid. På samma sätt assimilerades drottning till dronning, vilket tidigare var normalt talspråk. Dock fick inte dronning genomslag i skriften, och uttalet återställdes till det äldre drottning.
Läsuttal kan i vissa fall bli så vanliga att ett äldre uttal trängs ut helt och hållet. Så är till exempel fallet med uttal som ronna (rodna), eller rebben (revben), som i dag inte är så vanliga i jämförelse med läsuttalet. I vissa andra fall rättar sig skriften ibland efter uttalet, som i skall > ska eller sade > sa, som inte var möjliga skrivformer för 100 år sedan.

## Bakgrund

### Talat standardspråk
Det talade svenska riksspråket är till skillnad från dialekterna i grunden baserat på läsuttal. Den talade rikssvenskan växte fram under 1600-talet, möjligen tidigare, hos prästerskapet och i samtalsspråket i högreståndskretsar. Detta standarduttal kom att ha vissa regionala varianter, t.ex. ett sydsvenskt standardspråk, ett finlandssvenskt, o.s.v. Den större delen av den svenskspråkiga befolkningen talade dock inpå 1900-talet lokala dialekter som skilde sig åt till både uttal, ordböjning och ordförråd gentemot varandra och gentemot standardspråket.
Under 1900-talet har de flesta svenskspråkigas talspråk övergått från dialekt till talat standardspråk, och det lediga talspråket i dag är dessutom betydligt mera skriftspråksnära än det var under 1700- och 1800-talen. Peter Moberg skriver 1825 att uttal som dronning, rebben, tann och sta tillhörde det dagliga umgängets tal, medan drottning, revben, tand och stad tillhörde mera högtidligt tal. År 1897 skriver Gustaf Cederschiöld att uttal som körrgåln, råsstu och bruggum för kyrkogården, rådstuga och brudgum är det vanliga i ledigt talspråk, och att vissa uttal som på förhann (på förhand) och unnan för unnan (undan för undan) är ”så godt som enarådande i umgängesspråket”.

### Närmande av skriftspråket och talspråket
Under 1900-talet har det skrivna språket och talspråket kommit att närma sig varandra. Detta innebär att skriftspråket har blivit mera talspråksnära, som exempel kan anföras övergången från pluralformer till singularformer i verb av typen vi hunno > vi hann, vilket hade varit det vanliga i talspråk i dialekterna runt Mälardalen sedan 1600-talet. I ett flertal verb med en längre och en kortare form har den korta, talspråksnära formen blivit vanligare: draga > dra; hava > ha, etc. Passivformer på -es har också blivit ovanligare till förmån för -s (dömes > döms), och lösa sammansatta verb av typen insätta har blivit ovanligare till förmån för partikelverb som sätta in.
I flera fall har även talspråket närmat sig skriftspråket. Detta gäller till exempel ändelsen -ena i bestämd form plural husena som har blivit mera ovanlig till förmån för det skriftspråksenliga husen, eller att det skriftspråkliga utelämnandet av ha/hade i vissa bisatser som om hon sett Johan i stället för om hon hade sett Johan har blivit vanligare i talspråk.
I vissa fall där skriften och talet avviker från varandra har ett uttal som stämmer överens med skriftbilden blivit vanligare. Det kan gälla till exempel att ändelsen -or i gator och flickor har ersatt former på -er såsom gater och flicker hos många talare. Detsamma gäller även distinktionen mellan supinum och perfektparticip av typen bundit och bundet som tidigare skildes åt endast i skriften.
Eftersom skriftspråket tenderar att vara konservativt kan ett läsuttal i vissa fall återställa en ljudförändring som inte fått genomslag i skriftspråket. Ett exempel på detta är till exempel assimilationen av många konsonantkombinationer. Regelmässigt assimilerades tidigare -tn- och -dn- till -nn- i ord som drottning > dronning, rodna > ronna; klädning > klänning och stadna > stanna. Av dessa tre exempel har de två första exemplen återfått uttalet med -tn- eller -dn- på grund av läsuttal. I de senare två fallen har skriften anpassats efter uttalet under 1800-talet, vilket bevarat assimilationen i talspråket. Detsamma gäller även assimilationen av -ts- till -ss- i ord såsom plats > plass, båtsman > båssman, skjuts > skjuss, matsäck > massäck, midsommar > missommar. I dessa fall är de tidigare två mindre vanliga i dag, medan de sista tre både har assimilerade och läsuttalade former jämte varandra.
Läsuttal har av naturliga skäl varit vanligt i ord och former som främst förekommer i skriftspråket. Detta gäller till exempel o-ljudet i skriftspråkliga verbformer som voro, gingo, äro som ljudlagsenligt skulle ha uttalats med å-ljud och senare med e-ljud. Detsamma gäller även pluralformen i ord som gator > gater som på grund av sitt läsuttal i Sverige vanligen uttalas med o-ljud. I Finland där övergången från -or > -er i dessa ord aldrig skedde, bevaras uttalet med å-ljud: gatår.
Läsuttal kan vara vanligare i ett mera högtidligt eller skriftspråksnära talspråk. Exempelvis har i högtidligt språk förekommit ett läsuttal av ord som mig, dig, sig och säga, det vill säga med hörbart g-ljud och i-vokal i de första fallen. Detta uttal förekommer fortfarande i till exempel sånguttal.
Läsuttal är även varit vanligt i riksspråkets ortnamn, där det på orten funnits ett genuint uttal som har normaliserats i skriftspråket. Exempelvis uttalas Virserum och Julita på den traditionella lokala dialekten som Vesum och Jurta, medan de i till exempel radio vanligen uttalas mera skriftspråksenligt.

## Exempel

### Svenska ord med läsuttal
Följande lista är en uppställning över ord eller former där läsuttal anses ha påverkat ordens uttal. I vissa fall kan det äldre uttalet i dag vara mer eller mindre okänt, i andra fall kan läsuttalet vara mindre vanligt. 
Listan avhandlar i synnerhet det regionala riksspråket runt Mälardalen, och ett läsuttal behöver inte nödvändigtvis vara ett läsuttal i alla dialekter. Exempelvis anses ett uttal av huset med ett t-ljud delvis vara läsuttal i Svealand och Norrland eftersom uttalet huse var det gängse i dessa områden förr. Dialekterna i Götaland tappade dock aldrig detta t-ljud i sitt talspråk till att börja med, och t-uttalet kan därför inte vara läsuttal i dessa dialekter.

#### Assimilationer
- Många ord på -ts- och -ds- har haft ett assimilerat uttal med -ss-, men uttalas i dag ibland med hörbart t- eller d-ljud, till exempel matsäck, midsommar, skjuts, Vadstena, låtsas. I vissa fall är uttalet med -ss- i dag mindre vanligt, till exempel i båtsman, båtshake, plats, trots, men Bellman rimmar till exempel trotsar på blossar i Fredmans epistel n:o 39.[2]
- Assimilation och vokalförkortning har även inträtt vid andra konsonantkluster, till exempel -gs- > -cks- i vigsel och avlägsen; -gd- > -ckt- i högtid, hagtorn, högfärd, vilka i dag ofta uttalas med lång vokal och g-ljud i olika mån.[7] Sådana assimilationer var vanligare förr; även revben[8], och i synnerhet revbensspjäll hade förr ett uttal rebben och rebbensspjäll som inte är lika vanligt i dag.[2] Stadga, fradga och brudgum hade förr assimilerade uttal stagga, fragga och bruggum[2][9][4], och styvmor, styvfar och rådstuga uttalades allmänt stymmor, styffar och råsstu i ledigt tal, jämför trädgård > träggård där läsuttal inte är lika vanligt[10], eller badstuga > bastu där ljudförändringen slagit igenom i skrift.[4]
- Fornsvenska konsonantklustren -mb- och -nd- assimilerades också i många dialekter, så att kamb > kamm och lamb > lamm, stund > stunn och hund > hunn. Den första assimilationen fick fäste i skriftspråket, men inte den senare, vilket gör att ord som undan i dag oftast uttalas med hörbart d-ljud. Undantag utgör till exempel lynne (< lyndi), månne (< monde) och grunna (< grunda) där skriften anpassats efter talspråket. Bellman rimmar till exempel tunnan på skymundan i Bacchus snyfta.[11] Gustaf Cederschiöld skriver 1897 att uttal som på förhann och unnan för unnan har blivit ”så godt som enarådande i umgängesspråket”.[4]

#### Bortfall

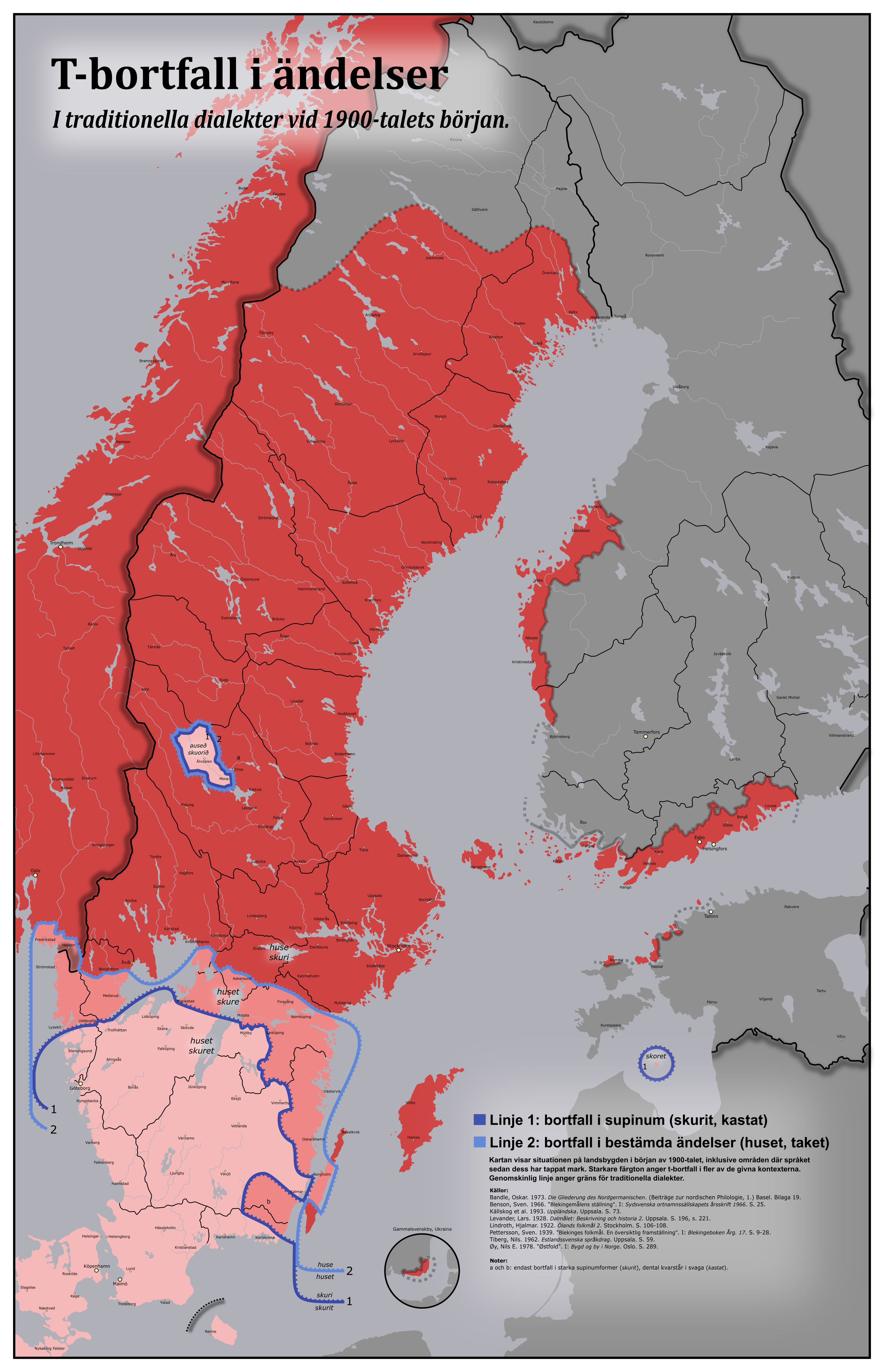
T-bortfall i traditionella svenska dialekter vid sekelskiftet 1900. I dialekter i det mörkröda området har alltså slut-t återintroducerats i talspråket hos vissa talare.

- Preteritumändelsen -de föll bort efter vokal i talspråket på de flesta håll i Sverige: målade > måla, men läsuttalas ibland.[2]
- I de flesta dialekter i Svealand, Norrland och Finland uttalades inte finala -t i till exempel huset eller kastat, men har återintroducerats för många talare i dessa områden på grund av läsuttal och påverkan från götamålen.[2][12] Jämför mycket > mycke och litet > lite där uttalet utan t-ljud är mera allmänt. Bellman har till exempel ofta rim av typen örat–göra eller ärret–smärre.[13]
- Många ord som skrivs med ⟨d⟩ tappade tidigt detta i uttalet, framförallt finalt som i god > go, bröd > brö, råd > rå, vad > va, men även medialt, som i smida > smia, goda > goa, m.fl. Dessa har senare återintroducerats i talspråket med d-ljud, men i vissa fall representeras bortfallet även i skriften, såsom i förkläde > förklä, späda ut > spä ut, råda för > rå för, sade > sa, m.fl. Detta var i synnerhet vanligt före /r/ såsom i väder och kläder som uttalats vär och klär, men där ⟨d⟩ senare har återintroducerats i talspråket, jämför bl.a. med fader > far, aderton > arton, beder > ber och eder > er där ljudförändringen representeras i skriftspråket.[14]
- Vissa obetonade ord tappade tidigt en konsonant, såsom jag > ja, någon > nån, och samt infinitivmärket att båda som å, men uttalas ibland med en hörbar konsonant.[11][12] I vissa fall har ljudförändringen slagit igenom i skriften, såsom i skall > ska.[15]. Vissa prepositioner såsom av, till och vid uttalades i synnerhet förr allmänt som å(v), te och ve[16], vilket anses dialektalt eller mindre vanligt i dag.[17]
- Ordet morgon med hörbart g-ljud i stället för morron eller morrn är läsuttal.[18] Detsamma gäller /ɡ/ i ändelser som -(l)ig, -(l)igt som i konstig(t), livlig(t) etc.[1]

#### Övriga ljudförändringar
- Redan under fornsvensk tid övergick rd till ett tjockt kakuminalt l-ljud [ɽ] vilket var mycket utbrett under äldre nysvensk tid. Ljudförändringen slog dock aldrig igenom i skrift och i formellt tal återinfördes så småningom uttalet med rd i anslutning till skriftspråket vilket är det vanliga uttalet i dag. I vissa fall har en stavning med ⟨l⟩ slagit igenom i skriften, till exempel i i fjol (< i fiordh), vålnad (< varþnaþer), utböling (< utbörding), m.fl.[18]
- Kyrka och byxor uttalades tidigare vanligen med ö-ljud: körka, böxer, men läsuttalet med y-ljud är nu det vanligaste.[19][20] Ordet fyrtio uttalas dock ännu med ö-ljud. Möjligen har ö-uttalets skyddats av sifferstavningen ⟨40⟩ så att ingen skriftspråkspåverkan inträtt.[2]
- I gästgiveri, västgöte och östgöte (och besläktade former som gästgivare, västgötsk o.s.v.) kom -stg- att uttalas med sje-ljud (jämför stj- i stjärna)[21], men i dag läsuttalas de ofta: gäst-jiveri, väst-jöte etc.[22][23][24]

#### Lånord
- Ord med det ursprungligen lågtyska prefixet er- såsom erkänna och erfara uttalas i dag av många med e-ljud, men det äldre uttalet är med ä-ljud: ärkänna, ärfara.[25]
- Många franska lån såsom assistans, balans, distans, elegans, finans, intressant m.fl. har uttalats med -ang- men i dag ofta med -an-.[26] Några ord som stavas med -en- såsom entusiasm, konferens, differens, dispens, m.fl. har även i äldre tid haft dubbla uttal med -ang- och -en-, till exempel dispangs och dispens. Det senare uttalet kan i dessa ord möjligen spegla tyskt eller latinskt inflytande. Åtminstone sedan 60-talet förekommer även en mellanform -an- i dessa ord, d.v.s. konkurrens, konkurrangs eller nyare konkurrans.[27]
- Ett flertal lånord från franskan uttalades ursprungligen med ett ä-ljud som inte skrevs, till exempel problem, system, chef, bohem som probläm etc. Detta ä-ljud tappar i dag mark till förmån för ett skriftenligt e-ljud.[28] Till exempel Ingvar Carlsson var känd för att använda denna ä-vokal i ord som problem och system.[29]
- I vissa lånord har ett läsuttal etablerats som inte följer det långivande språkets uttal. Det gäller till exempel orden mode och kanot från franskan, som i förstone uttalades som mod /muːd/[30] respektive kanå /kaˈnoː/[31], men där ett läsuttal så småningom etablerades.

#### Övriga läsuttal
- Många ord med -gn- har uttalats -ngn-, till exempel bågna och sägner som bångna och sängner, men läsuttalas i dag ofta som bå:gna och sä:gner med lång vokal och g-ljud.[32]
- Vissa ord som (upp)skov och kora uttalas i dag ofta med o-ljud, men det traditionella uttalet är med å-ljud.[33][34] Detsamma gäller vissa skriftspråkliga ord som skola (verbet) och många äldre skriftspråkliga ändelser på -o, såsom äro och voro.[2]
- Vänlig och rädsla har traditionellt kort vokal (som i vän och rädd), men har i dag ofta lång vokal.[35]
- Verbet anrika (’öka koncentrationen av’) läsuttalas ibland med långt a-ljud i analogi med adjektivet anrik, men uttalet är med kort a-ljud som i anställa.[36]
- Vissa namn på -f såsom Olof och Ulf uttalades ursprungligen med v-ljud såsom Gustaf, men efter stavningsreformen 1906 blev ett läsuttal med f-ljud vanligt.[37]

### Exempel från andra språk

#### Engelska
- often (’ofta’) tappade sitt t-ljud i uttalet på 1500-talet och kom att uttalas som offen /ˈɔfən/, men läsuttalas i dag av många med t-ljud. Jämför uttalet av till exempel soften /ˈsɔfən/ och listen /ˈlɪsən/ utan t-ljud och där läsuttal vanligtvis inte förekommer.[38]
- waistcoat (’väst’) uttalades ursprungligen weskit /ˈwɛskət/, men i dag är läsuttalet /ˈweɪstˌkoʊt/ vanligare.[39]
- forehead (’panna’) läsuttalas i dag oftast som /ˈfɔɹɛd/ (USA), /ˈfɔːhɛd/ (UK), men det traditionella uttalet rimmar med horrid, d.v.s. /ˈfɔɹɪd/.[40]
- clapboard (’panelbräda’) uttalas vanligen clabberd /ˈklæbə(ɹ)d/, jämför uttalet av cupboard som cubberd /ˈkʌbə(ɹ)d/, men läsuttalas ibland.[40]
- grindstone (’slipsten’) uttalades traditionellt grinsten /ˈgɹɪnstən/ så det rimmar på Winston, men detta uttal har försvunnit i dag till förmån för /ˈɡɹaɪndˌstoʊn/.[40]
- Namnet Ralph uttalas i England traditionellt som Rayf /ɹeɪf/ – så uttalas till exempel Ralph Fiennes eller Ralph Vaughan Williams – men i dag är läsuttalet /ɹælf/ vanligare.[41]
- Några ursprungligen skotska namn som i dag stavas med -z- uttalas också ofta med /z/. Ursprungligen representerar detta ⟨z⟩ dock ett yogh, en äldre form av g, som i ⟨Menȝies⟩, vilket gör att namn som Mackenzie och Menzies traditionellt uttalas Mac Kengyee /məˈkɛŋjiː/ respektive Mingiz /ˈmɪŋɪz/.[42]

#### Franska
- Ord på -il såsom péril (’fara’) uttalas numera med slutljudande l-ljud /pe.ʁil/, men ursprungligen representerade denna stavning ett stumt l-ljud: /pe.ʁi(j)/.[43]